# Strait Shores
Strait Shores est une communauté rurale du Nouveau-Brunswick, située dans le territoire de la commission de services régionaux du Sud-Est. La municipalité a été constituée le 1er janvier 2023, à partir du village de Port Elgin, des districts de services locaux (DSL) de Baie-Verte, Bayfield, paroisse de Botsford, Cap-Tourmentin et Murray Corner ainsi que des portions du DSL de la paroisse de Westmorland.